# María de Baratta
María de Baratta (født 27. februar 1890 i San Salvador, El Salvador, død 4. juni 1978) var en salvadoransk komponist, lærer og pianist.
De Baratta studerede klaver i hos sin moder og senere teori og komposition på El Salvadors Nationale Musikkonservatorium.
Hun var meget optaget af folkloren i El Salvador og holdt foredrag herom, og meget af hendes musik bygger på dette emne. Hun var en af de første til at studere og udforske den historiske musik i landet.
De Baratta har skrevet orkesterværker, balletmusik og mange sange – alle med folkloristiske temaer.

## Udvalgte værker
- Nahualisimo (ballet)
- Ofrenda de la Elegida (for orkester)
- Danza del Incienso (for orkester))
- La Campana Llora (sang)
- Los Tecomatillos (sang)
- Can-Calagui-Tunal (sang)